# Augustinas Voldemaras
Augustinas Voldemaras, född 16 april 1883 i Dysna, Litauen, Kejsardömet Ryssland , död 16 maj 1942 i Moskva, Sovjetunionen, var en litauisk politiker.

## Biografi
Voldemaras bedrev studier vid Sankt Petersburgs universitet i Sankt Petersburg, där han 1913 blev privatdocent i historia och klassiska språk. År 1916 blev Voldemaras professor vid universitetet i Perm.
Efter februarirevolutionen deltog Voldemaras i arbetet för Litauens frihet. I samband med oktoberrevolutionen blev han landets förste stats- och utrikesminister. Som utrikesminister for Voldemaras till Paris för fredsförhandlingarna efter första världskriget.
Från 1922 var Voldemaras professor i klassisk historia i Kaunas. Samtidigt praktiserade han publicistisk och politisk verksamhet. År 1926 valdes han in i parlamentet (seimas) i täten för nationalisterna. Tillsammans med Antanas Smetona och militären genomförde han den 17 december 1926 en statskupp. Smetona blev president och Voldemaras stats- och utrikesminister. År 1927 blev Voldemaras Litauens diktator.
Voldemaras skärpte under sitt diktatorskap tonen mot grannlandet Polen angående territorier. Han tillintetgjorde NF:s strävanden i frågan om Vilnius. Icke desto mindre växte missnöjet med honom, och den 19 september 1929 störtades han i en ny litauisk militärkupp. Smetona var en av aktörerna bakom.
I en rättegång efter statskuppen frikändes Voldemaras i ett åtal för högförräderi. Han förvisades från Litauens tillfällig huvudstad Kaunas 1930.
Den 7 juni var Voldemaras delaktig i ett kuppförsök som misslyckades. Kort därefter dömdes han till 12 års straffarbete och satt fängslad 1934-38 för att 1940 bli deporterad av ryssarna.